# Hindmarsh Shire
Koordinaten: 36° 20′ S, 141° 39′ O

Hindmarsh Shire ist ein lokales Verwaltungsgebiet (LGA) im australischen Bundesstaat Victoria. Das Gebiet ist 7524,2 km² groß und hat etwa 5.700 Einwohner.
Hindmarsh liegt im Westen Victorias etwa 360 km nordwestlich der Hauptstadt Melbourne am Western Highway auf halbem Weg von Melbourne nach Adelaide und schließt folgende Ortschaften ein: Dimboola, Nhill, Jeparit, Rainbow und Netherby. Der Sitz des City Councils befindet sich in Nhill im Süden der LGA, einem Ort mit knapp 1700 Einwohnern.
Das landwirtschaftlich geprägte Gebiet liegt in der Region Wimmera. 10 % des Getreides und der Ölsaat von ganz Victoria werden in dem Shire produziert. Daneben wird vor allem Geflügelzucht betrieben. Hier stammen sogar 90 % aller Enten des Bundesstaates aus Hindmarsh.
Bekanntes Tier des Little-Desert-Nationalparks, der südlich von Dimboola beginnt, ist das Thermometerhuhn (Lowan Bird oder Mallee Fowl), das große Laubhaufen für seine Brut konstruiert, die bei den lokalen Temperaturextremen von −8 °C bis +44 °C eine konstante Innentemperatur von 33 °C halten.

## Verwaltung
Der Hindmarsh Shire Council hat sechs Mitglieder, die von den Bewohnern der drei Wards gewählt werden. Jeder dieser drei Bezirke – North, West und East – stellt zwei Councillor. Aus dem Kreis der Councillor rekrutiert sich auch der Mayor (Bürgermeister) des Councils.